# 聖闘士星矢 聖域十二宮編
『聖闘士星矢 聖域十二宮編』（セイントセイヤ サンクチュアリじゅうにきゅうへん、Saint Seiya: Chapter Sanctuary）は、2005年4月7日にバンダイから発売した車田正美の漫画およびアニメ『聖闘士星矢』を原作としたPlayStation 2用ゲームソフトである。

## 概要
テレビシリーズのオリジナルキャストが星矢ら主要キャラクターを演じた現時点で最後の作品であり、特にドラゴン紫龍を演じた鈴置洋孝は発売から1年後に死去したため、鈴置が演じる紫龍が登場する作品は本作が最後となった。

## 登場キャラクター

### 青銅聖闘士
ペガサス星矢
声 - 古谷徹
ドラゴン紫龍
声 - 鈴置洋孝
キグナス氷河
声 - 橋本晃一
アンドロメダ瞬
声 - 堀川りょう
フェニックス一輝
声 - 堀秀行

### 白銀聖闘士
イーグル・魔鈴
声 - 山本百合子
オピュクス・シャイナ
声 - 小山茉美
リザド・ミスティ
声 - 笹田貴之

### 黄金聖闘士
アリエス・ムウ
声 - 山崎たくみ
タウラス・アルデバラン
声 - 玄田哲章
ジェミニ・???
声 - 置鮎龍太郎
キャンサー・デスマスク
声 - 田中亮一
レオ・アイオリア
声 - 田中秀幸
バルゴ・シャカ
声 - 三ツ矢雄二
ライブラ・童虎
声 - 堀内賢雄
スコーピオン・ミロ
声 - 関俊彦
サジタリアス・星矢
声 - 古谷徹
カプリコーン・シュラ
声 - 草尾毅
アクエリアス・カミュ
声 - 神奈延年
ピスケス・アフロディーテ
声 - 難波圭一
ジェミニ・サガ
声 - 置鮎龍太郎
オピュクス・シャイナ（隠し）
声 - 小山茉美